# Jan Křtitel Horváth
Jan Křtitel Horváth (13. červenec 1732, Kőszeg - 21. říjen 1800, Pešť) byl maďarský fyzik a filozof.
Narodil se 13. července 1732 v Kőszegu. Jako 19letý vstoupil do jezuitského řádu a po studiích na trnavské univerzitě stal se prefektem konviktu v Trnavě, profesorem filozofie na jezuitském kolegiu v Budíně, nakonec profesorem filozofie a fyziky na své alma mater. Po přestěhování univerzity do Budína pokračoval v přednáškách tam, až do svého odchodu na důchod v roce 1792. V letech 1784-1785 zastával i funkci rektora. Byl plodným autorem fyzikálních, zčásti i matematických učebnic a filozofických děl. Několik z jeho prací vyšlo v několika, dokonce i v zahraničních vydáních (Augsburg, Benátky), byly předlohami dalších podobných děl a výrazně ovlivnily výuku matematicko-fyzikálních předmětů na samotné univerzitě, na královských akademiích a vyšších středních školách v Uhersku v posledních desetiletích 18. a v prvních letech 19. století. Patřil k nejvýznamnějším přírodovědcům trnavské univerzity, v jeho díle dochází k definitivnímu vítězství newtonovské fyziky na škole, i k osamostatnění fyziky od filozofie a jiných disciplín. Prvky modernosti nese v sobě i jeho dvousvazková učebnice matematiky, do které jako první autor v Uhersku zařadil i kapitolu o kuželosečkách. Zemřel 21. listopadu 1800 v Budapešti.